# (26837) Yoshitakaokazaki
(26837) Yoshitakaokazaki est un astéroïde de la ceinture principale.

## Description
(26837) Yoshitakaokazaki est un astéroïde de la ceinture principale. Il fut découvert le 7 septembre 1991 à Geisei par Tsutomu Seki. Il présente une orbite caractérisée par un demi-grand axe de 2,24 UA, une excentricité de 0,23 et une inclinaison de 3,1° par rapport à l'écliptique.